# نوتاري ماتسوتارو
نوتاري ماتسوتارو (باليابانية: のたり松太郎، بالروماجي: Notari Matsutarō) هي سلسلة مانغا عن السومو من تأليف ورسم تيتسويا تشيبا. بدأ عرض مسلسل أنمي مقتبس من المانغا تحت العنوان مصارع السومو الجريء ماتسوتارو!! (باليابانية: 暴れん坊力士!!松太郎 أبارينبو ريكيشي!! ماتسوتارو) في قناة تلفزيون أساهي في 6 ابريل 2014.

## القصة
ماتسوتارو ساكاغوتشي، شاب ضخم وكسول ذو قوة جسدية تفوق غيره، يبدأ ممارسة السومو من أجل إبهار معلمته المفضلة.

## الشخصيات
- ماتسوتارو ساكاغوتشي
- ريكو مينامي

### دار رايجين
- رايجين-أوياكاتا
- كيوشي تاناكا
- إينوكاوا
- تاتسونوغاوا

### شخصيات أخرى
- نيشيو
- أستاذ شيمادا

## طاقم الإنتاج
- الإخراج: يوكيو كايزاوا
- تأليف الحبكة: أكاتسكي ياماتويا
- تصميم الشخصيات: نوبورو كويزومي
- الإخراج الفني: شينزو يوكي
- الموسيقى: تاتسومي يانو
- المنتجون: توموهيرو تسوجي، غيارماث بوغدان
- إنتاج الرسوم المتحركة: تويه أنيميشن

## وصلات خارجية
- نوتاري ماتسوتارو على موقع ANN manga (الإنجليزية)